# Obergailbach

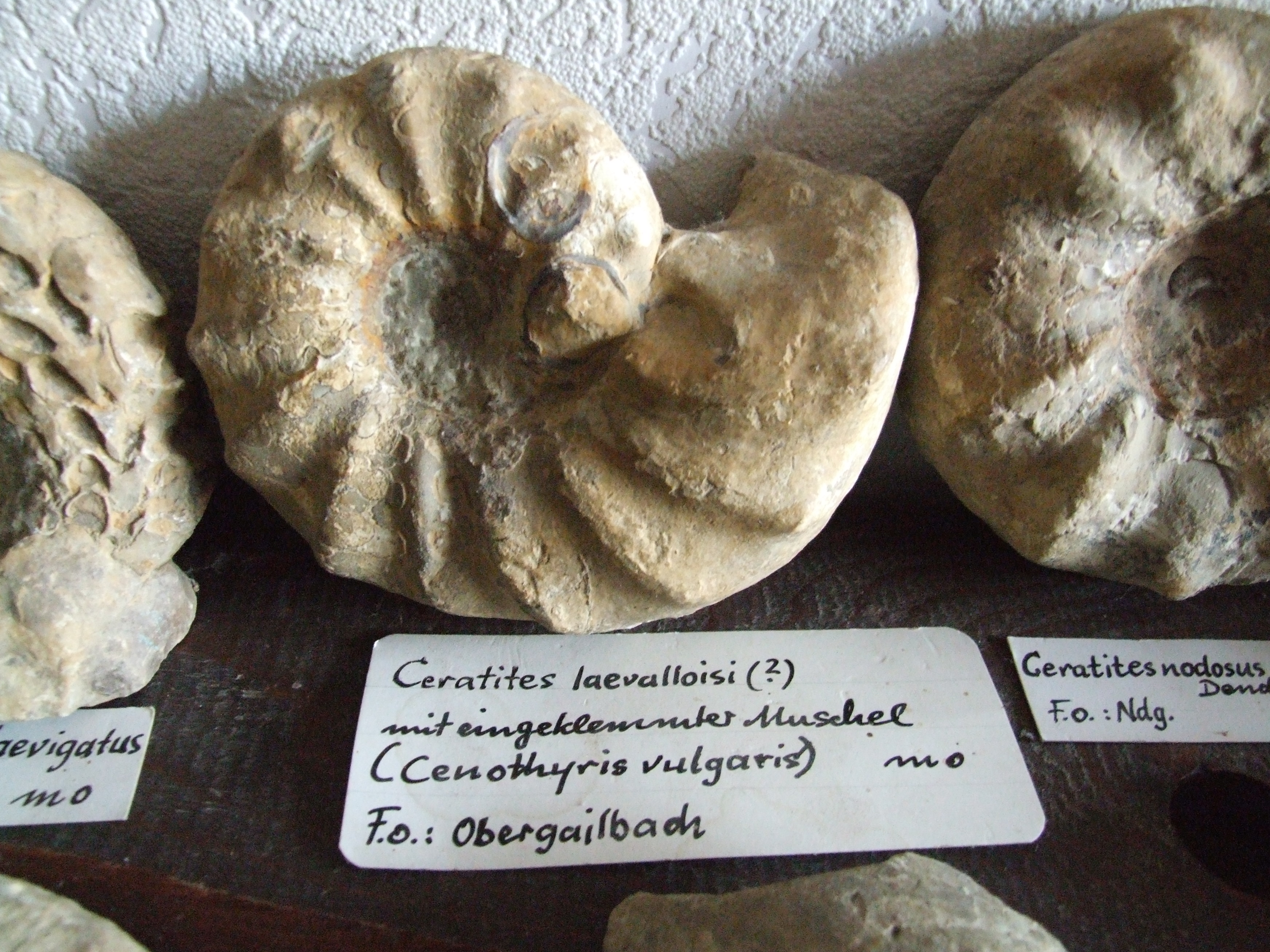
Fóssil encontrado em calcário de Obergailbach

Obergailbach é uma comuna francesa na região administrativa de Grande Leste, no departamento de Mosela. Estende-se por uma área de 8,99 km². Em 2010 a comuna tinha 294 habitantes (densidade: 32,7 hab./km²).
- Photo Saint-Maurice, Obergailbach
- Info sur Saint-Maurice